# Fanny Flodin-Gustavson
Fanny Matilda Flodin-Gustavsson, född 31 januari 1868 i Uleåborg, Storfurstendömet Finland, död 4 mars 1954 i Helsingfors i Republiken Finland, var en finlandssvensk pianist och pianopedagog. 

## Biografi
Fanny Flodins föräldrar var det verkliga statsrådet Frithiof Flodin och Fanny Basilier. Hon var syster till konstnären Hilda Flodin och sångaren Ida Flodin. Musikförfattaren, kritikern och tonsättaren Karl Flodin var Fanny Flodins kusin.
Fanny Flodin studerade pianospel i Finland under ledning av William Dayas. Kompositör och pianist Dayas var en av de sista eleverna till Franz Liszt, och han undervisade vid Helsingfors musikinstitut mellan 1890 och 1893. Flodin gjorde även studieresor till Köln, Manchester och Paris, där hon undervisades av den franske pianisten Raoul Pugno. Fanny Flodin gav konserter i Finland och utomlands samt undervisade i pianospel i flera decennier i Helsingfors.
Flodin gifte sig 1898 med den franska poeten Julien Leclercq (1865–1901). Hon gifte om sig 1906 med häradsskrivaren Kristian Gustavson (1862–1940).
Flodins första make, Leclercq, ägde flera målningar av Vincent van Gogh när paret bodde i Paris. Efter Leclercqs död frågade Flodin sin far om råd om vad hon skulle göra med tavlorna i Paris, eftersom Flodin ville återvända till Finland med sitt lilla barn. Fadern Frithiof Flodin rådde henne att sälja målningarna, och därför hamnade verken aldrig i Finland. Bland Leclercqs och Flodins ägodelar fanns bland annat Stjärnenatt, Cypresser och Syrenbuskar.

## Elever
- Kurt Walldén